# Lázaro Cárdenas (municipi de Tlaxcala)
Lázaro Cárdenas és un municipi de l'estat de Tlaxcala. Lázaro Cárdenas és el cap de municipi i principal centre de població d'aquesta municipalitat. Aquest municipi és a la part sud de l'estat de Tlaxcala. Limita al nord amb els municipis de Tlaxco, al sud amb Atlangatepec, a l'oest amb San Pablo del Monte i a l'est amb Nativitas.